# Agelena gautami
Agelena gautami är en spindelart som beskrevs av Benoy Krishna Tikader 1962. Agelena gautami ingår i släktet Agelena och familjen trattspindlar. Inga underarter finns listade i Catalogue of Life.